# 버라이어티 (잡지)

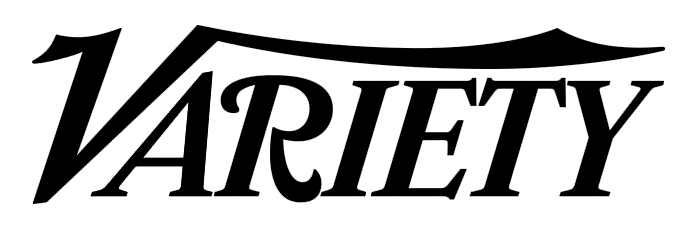
로고

《버라이어티》(Variety)는 1905년부터 뉴욕에서 사임 실버맨이 출판하기 시작한 주간 잡지이다. 영화 산업이 발달하면서 할리우드의 소식을 전하는 일간지가 1933년부터 로스앤젤레스에서 시작됐으며 두 종류 모두 계속해서 출판되고 있다.
현재 소유주는 리드 엘스비어의 계열사인 리드 비즈니스 인포매이션이며 최고 편집담당자는 피터 바트이다. 그는 과거 뉴욕타임스와 파라마운트 사에서 일한 경험이 있는 전문가이다. 일간지는 31,622부, 주간지는 30,800부 정도가 판매됐다.
2007년 5월 전도연이 칸 영화제에서 여우주연상을 거머쥔 뒤 버라이어티는 전도연을 안젤리나 졸리를 비롯해 영향력 있는 여성 50인, 아시아 영화 리더로 명기하면서 미래 깐느를 이끌 영화인 60명에 그녀를 꼽기도 했다.

## 역사
1905년 첫 출간한 뒤 계속해서 주간, 일간지로 변천했다. 설립자인 실버맨은 1931년 그의 후계자로 아벨 그린을 세우기 전까지 계속 활동했다. 실버맨은 1933년 죽기 전까지 편집자로 활동했다. 후에 실버맨의 아들인 시드니(1901-1950)가 그의 자리를 이어받아 두 잡지의 주편집자로 활동했다. 그와 아내인 마리 색슨(1905-1942) 모두 홍역으로 사망하게 된다. 1932년 태어난 둘의 유일한 혈육인 시드가 버라이어티를 이어받을 유일한 후계자로 남게 된다. 후에 프린스턴 대학교를 졸업한 그는 회사를 1987년까지 운영했으며 지금의 리드 엘스비어에 6천 4백만달러를 받고 팔았다.

## 편집
Variety는 타블로이드 판 신문이며 영화, 텔레비전, 음악, 기술 및 문화 산업에 대해 폭넓게 다루는 것으로 유명하다. 데일리 버라이어티(Daily Variety)는 로스엔젤레스에 기반을 둔 할리우드, 브로드웨이 전문지이며 Daily Variety Gotham은 뉴욕에서 발행되는 신문의 이름이다. 따라서 뉴욕 발행 신문은 동부에 위치한 문화 산업과 뉴스를 다루며 로스엔젤레스보다 하룻밤 먼저 발행한다.
Variety.com은 인터넷판 버라이어티이며 1998년 인터넷 판 신문을 열면서 거의 최초에 신문 웹페이지를 열게 됐다.